# 維巴赫河
51°10′49.52″N 7°19′50.69″E / 51.1804222°N 7.3307472°E
維巴赫河（德語：Wiebach），是德國的河流，位於該國西部，處於北萊茵-威斯特法倫州，屬於伍珀河的右支流，河道全長4.1公里，流域面積7.2平方公里。